# ライアン・ロシター
ライアン・ロシター（Ryan Rossiter、1989年9月14日 - ）は、アメリカ合衆国ニューヨーク州スタテンアイランド出身のプロバスケットボール選手。B.LEAGUE・アルバルク東京所属。ポジションはパワーフォワード。

## 来歴
NCAAディビジョン1所属でニューヨーク州にあるシエナ大学に入学。3年次に平均13.8得点、11.1リバウンドをあげて、メトロ・アトランティック・アスレチック・カンファレンスファーストチームに選ばれた。4年次には、モアヘッド州立大学のケネス・フェリードに次ぐ全米2位の平均13.2リバウンドをあげて、カンファレンスの最優秀選手に選ばれた。大学4年間で歴代1位の1151リバウンド、歴代3位の167ブロックショットをあげた。
2011年のNBAドラフトでは指名されず、フランス2部リーグのASCドゥナン・ヴォルテールでプレーした。2012年、Dリーグのカントン・チャージに加入した。
2013-14シーズン開幕前の2013年8月にリンク栃木ブレックスに入団、12月には平均24.1得点、13.1リバウンドをあげて月間最優秀選手に選ばれた。
2014-15シーズン、2015年3月28日の和歌山トライアンズとのプレーオフでは、トリプルダブルをマークした。このシーズンNBL2位の平均13.3リバウンド、同4位の平均19.9得点をあげてリーグのベスト5に選ばれた。
2015-16シーズンは1試合平均23.7得点(NBL3位)、12.5リバウンド(NBL2位)、1.9スティール(NBL3位)の成績でNBLレギュラーシーズンMVP、ベスト5を受賞。第91回天皇杯で準優勝してベスト5を受賞。
2016-17シーズンは、平均13.3リバウンドで、ニック・ファジーカス、ジョシュ・ハレルソンらを抑えて初のリバウンド王を受賞。プレーオフでも全試合先発出場で優勝に貢献した。
2018-19シーズン、背番号を32から22に変更した。2018年12月8日の琉球ゴールデンキングス戦でBリーグ史上最多となる1試合52得点を記録した（従来の記録はダバンテ・ガードナーの47得点）。千葉ジェッツとのプレーオフ準決勝第1戦の試合途中に負傷退場した。その後右腓骨骨挫傷により第2戦を欠場、チームは連敗し準決勝で敗退した。
2019-20シーズン、2019年12月に日本国籍を取得した。バスケットボール男子日本代表に選出され、2020年2月24日の2021年FIBA男子アジアカップ予選台湾戦で初出場。シーズンではベストファイブを受賞。

## プレースタイル
ステップワークを活かした多彩なシュートが持ち味。ポストからのフェイダウェイ、ドライブからのレイアップが得点源である。レイアップ時にはユーロステップも使用し、フローターシュートも頻度が多い。また時折みせる3ポイントシュートも高確率で決めてくる。走力もあるためファストブレイクでの得点も得意。またリバウンドにも強く、ポジションニングを身長を活かして空中戦を制す。そのため得点、リバウンドで毎試合ダブルダブルを期待できる選手である。フリースローが苦手と言われていたが、2020-21シーズンまでは50-60%台だったものの、21-22シーズンから68.5%にまで改善。22-23シーズンは85.7%(2023/2/6時点)とチーム平均75.8%を大きく上回る結果を残している。

## 個人成績

### レギュラーシーズン
| シーズン | チーム        | GP | GS | MPG  | FG%  | 3P%  | FT%  | RPG  | APG | SPG | BPG | TO  | PPG  |
| -------- | ------------- | -- | -- | ---- | ---- | ---- | ---- | ---- | --- | --- | --- | --- | ---- |
| 2013-14  | 栃木 / 宇都宮 | 54 | 54 | 32.9 | .580 | .306 | .737 | 11.8 | 1.8 | 0.9 | 1.1 | 2.0 | 21.3 |
| 2014-15  | 栃木 / 宇都宮 | 53 | 52 | 33.5 | .538 | .500 | .645 | 13.3 | 3.1 | 1.1 | 1.1 | 1.9 | 19.9 |
| 2015-16  | 栃木 / 宇都宮 | 47 | 47 | 35.7 | .552 | .231 | .527 | 12.6 | 3.1 | 1.9 | 0.9 | 2.2 | 23.7 |
| 2016-17  | 栃木 / 宇都宮 | 59 | 59 | 30.7 | .507 | .284 | .445 | 13.3 | 3.2 | 1.5 | 0.8 | 1.9 | 17.3 |
| 2017-18  | 栃木 / 宇都宮 | 57 | 56 | 28.3 | .465 | .339 | .426 | 10.2 | 4.4 | 1.2 | 0.3 | 2.2 | 13.5 |
| 2018-19  | 栃木 / 宇都宮 | 58 | 58 | 30.7 | .525 | .463 | .589 | 11.3 | 4.8 | 1.3 | 0.9 | 1.9 | 19.8 |
| 2019-20  | 栃木 / 宇都宮 | 40 | 40 | 29.3 | .519 | .383 | .603 | 10.4 | 4.3 | 1.6 | 0.8 | 1.9 | 18.0 |

- 2019-20シーズンは40試合で打ち切り

### プレーオフ
| シーズン | チーム        | GP | GS | MPG  | FG%  | 3P%  | FT%  | RPG | APG | SPG | BPG | TO  | PPG  |
| -------- | ------------- | -- | -- | ---- | ---- | ---- | ---- | --- | --- | --- | --- | --- | ---- |
| 2017     | 栃木 / 宇都宮 | 6  | 6  | 28.2 | .507 | .000 | .500 | 8.8 | 4.0 | 1.2 | 0.8 | 2.2 | 13.5 |
| 2018     | 栃木 / 宇都宮 | 2  | 2  | 28.4 | .321 | .200 | ---  | 7.0 | 7.0 | 2.0 | 1.0 | 1.0 | 19.8 |
| 2019     | 栃木 / 宇都宮 | 3  | 3  | 25.7 | .545 | .200 | .385 | 7.0 | 7.0 | 2.7 | 1.6 | 0.7 | 14.0 |

### 表彰・記録
- MVP：1回（2015-16）
- リバウンド王：1回（2016-17）
- ベストファイブ：2回（2014-15, 2019-20）
- 1試合52得点（2018年12月8日、Bリーグ新記録、従来の記録はダバンテ・ガードナーの47得点）[6]